# サンリオぽこあぽこ
サンリオぽこあぽこは、株式会社サンリオが、2007年から2008年にかけて発売した、知育DVDシリーズ。

## 概要
ハローキティ・シナモン・ウサハナが、パペットショーとアニメーションで、楽しく識字・数字・食育・英語・しつけなどを教えるシリーズ。

## シリーズ
ハローキティ
- 「ハローキティのおやこでいっしょ! English」[1]
- 「ハローキティのマジカルあいうえお」

シナモン
- 「シナモンのおうちでチャレンジ」
- 「シナモンのみんなともだち」
- 「シナモンのげんきにおでかけ」
- 「シナモンのおやこでいっしょ! cooking」

ウサハナ
- 「ウサハナのマジカルかずとかたち」

## キャスト
- 「ハローキティの　おやこでいっしょ！　English」
  - Hiro-a-key
  - 寺本純菜
  - 岡村英
- 「ハローキティのマジカルあいうえお」
- 「シナモンのみんなともだち」
- 「ウサハナのマジカルかずとかたち」
  - 今井ちひろ
  - 牛込星蘭
  - 伊藤竜馬
- 「シナモンのおうちでチャレンジ」
- 「シナモンのげんきにおでかけ」
  - 今井ちひろ
  - 小西結子
  - 佐藤零
- 「シナモンの　おやこでいっしょ　Cooking」
  - 杉崎佳穂
  - 滝沢京香

## 声の出演
- ハローキティ：林原めぐみ
- シナモン：川田妙子
- ウサハナ：椎名へきる

## スタッフ
- 製作総指揮：辻信太郎
- エグゼクティブプロデューサー：佐藤誠
- プロデューサー：野村達朗・須山信明
- 制作プロデューサー：酒井靖之・河西俊一
- 監督：岡田倫太郎
- 監修：わだことみ
- CG：小久保裕司
- 音楽：神尾憲一[2]
- パペット：人形劇団ひとみ座
- 振付：井口綾子
- アニメ制作：リバティーシップ
- 制作：アーツテック